# Strojnictví

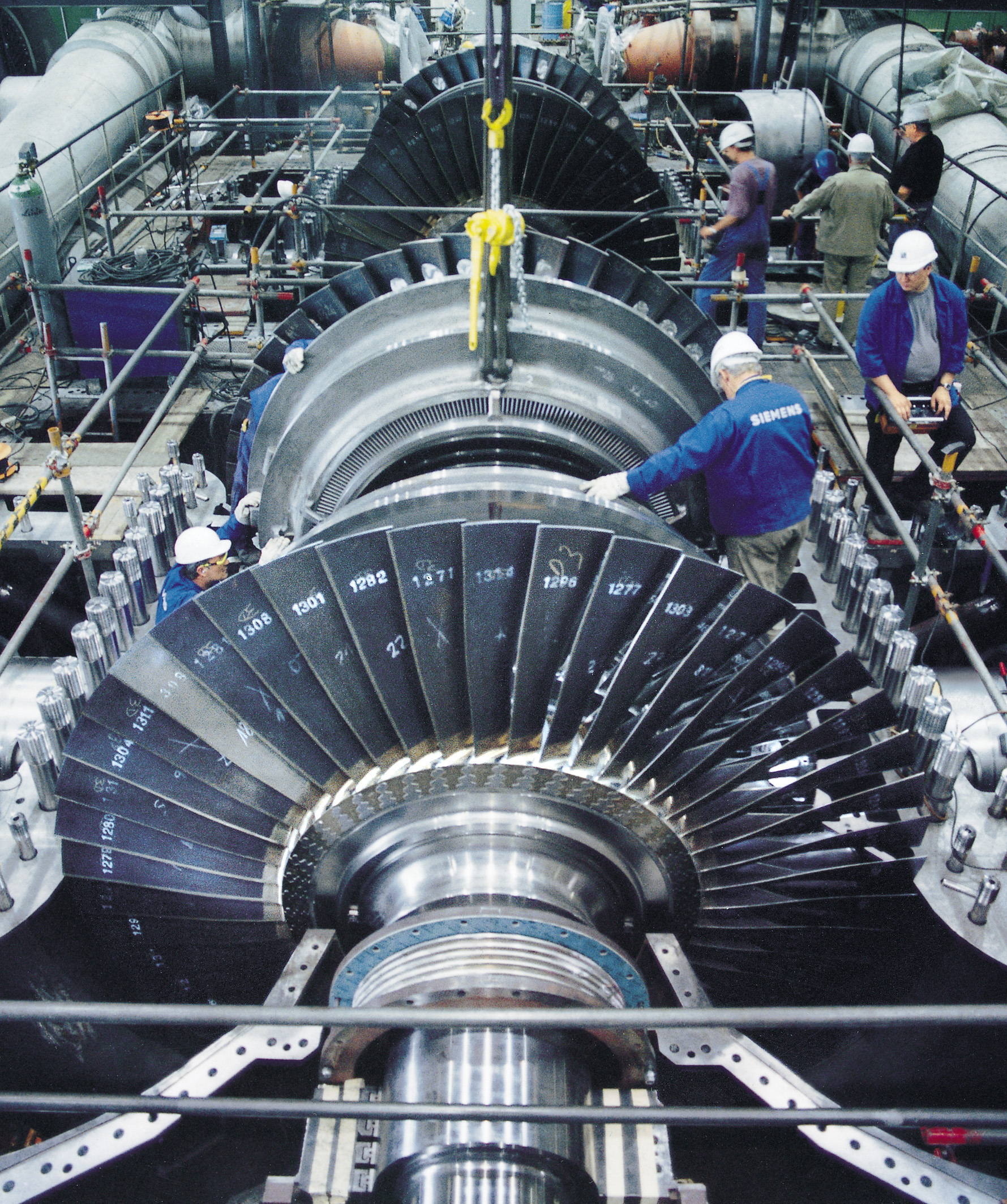
Montáž parní turbíny Siemens

Strojnictví je lidská profese a technický obor, které se zaobírají stroji. Uplatňuje se ve strojírenství, což je průmyslové odvětví, i mimo ně.
Člověk pracující u nějakého stroje může být někdy nazýván strojník či strojnice.
Odborník-specialista pracující v oboru strojírenství pak strojař či strojařka. Tito pracovníci mohou pracovat v konstrukci, v technologii, v řízení výroby a pod..
- Konstruktér - provádí návrhy a řešení konstrukcí, tj. co se bude vyrábět.
- Technolog - řeší technologické postupy a procesy, jak se to bude vyrábět

## Vzdělání
Existuje mnoho strojnických učebních oborů, dále střední školy nazývané v českých podmínkách tradičně „Střední průmyslová škola strojnická“ a strojní fakulty vysokých škol.
Při studiu na strojní fakultě získá budoucí strojní inženýr všeobecný přehled v následujících oblastech:
- Matematika, geometrie, základy statistiky
- Deskriptivní geometrie
- Statika
- Kinematika a dynamika
- Pružnost a pevnost
- Termodynamika
- Hydromechanika
- Technické kreslení
- Části strojů
- Výrobní technologie
- Měření
- Konstruování
- Mechatronika a logické řízení
- Struktura a vlastnosti materiálů
- CAD

Od strojních inženýrů se také očekává základní znalost chemie, fyziky a elektrotechniky.